# Elecciones federales de Australia de 2022
Las elecciones federales de Australia de 2022 se llevaron a cabo el sábado 21 de mayo, para elegir a los miembros del 47.º Parlamento de Australia, se renovaron los 151 escaños de la Cámara de Representantes y 40 de los 76 escaños del Senado.
El gobierno de la Coalición Liberal/Nacional, encabezado por el Primer Ministro Scott Morrison, trató de ganar un cuarto mandato consecutivo en el cargo, pero fue derrotado por la oposición del Partido Laborista, encabezado por Anthony Albanese. 
El Partido Laborista Australiano logró un gobierno mayoritario por primera vez desde 2007, ganando 77 escaños en la Cámara de Representantes. Albanese prestó juramento como primer ministro el 23 de mayo de 2022, convirtiéndose en el cuarto líder laborista en ganar el gobierno de la oposición desde la Segunda Guerra Mundial, después de Gough Whitlam en 1972, Bob Hawke en 1983 y Kevin Rudd en 2007. Todos los estados y territorios, excepto Tasmania, se inclinaron hacia el Partido Laborista sobre una base de preferencia bipartidista. El puntaje bipartidista más alto fue en Australia Occidental (10,6%), donde los laboristas obtuvieron la mayoría de escaños por primera vez desde 1990. La Coalición sufrió graves pérdidas, ganando 58 escaños, su participación más baja en la Cámara de Representantes desde 1946, la primera elección federal impugnada por el Partido Liberal. En la noche de las elecciones, Morrison admitió la derrota y anunció que renunciaría como líder liberal, y posteriormente fue reemplazado por Peter Dutton.
Si bien la Coalición fue derrotada rotundamente, los resultados no se tradujeron en una victoria aplastante para los laboristas debido a los éxitos electorales de los candidatos independientes y los Verdes Australianos, con el aumento de la banca transversal a 16 escaños. Seis escaños liberales anteriormente seguros en áreas urbanas y suburbanas, la mayoría en manos del partido durante décadas, fueron ganados por independientes de derecha política. Los Verdes aumentaron su porcentaje de votos y ganaron cuatro escaños, ganando tres escaños en el centro de la ciudad de Brisbane, la primera vez en la historia del partido que ganó más de un escaño en la cámara baja. El voto combinado de los partidos mayoritarios para Laboristas y la Coalición fue el más bajo registrado con un 68,3%, mientras que el voto de los partidos minoritarios e independientes fue el más alto con un 31,7%. En comparación con 2019, el voto de las primarias laboristas cayó mucho menos que el de la Coalición, aunque los laboristas, sin embargo, registraron su voto primario más bajo desde 1903 y 1934.
En el Senado, los laboristas ganaron 15 escaños y mantuvieron sus 26 escaños en general en la cámara, mientras que la Coalición cayó a 32 escaños, una caída de cuatro escaños desde el parlamento anterior. Los Verdes ganaron un escaño en cada estado, un aumento de 3 para un total de 12 escaños en general, la representación más alta del partido en el Senado. En Una Nación fue reelegida su líder Pauline Hanson en Queensland y retuvo 2 escaños en general, mientras que Red Jacqui Lambie ganó un escaño adicional en Tasmania para tener 2 escaños. En el Territorio de la Capital Australiana (ACT), el candidato independiente David Pocock ganó el segundo de dos escaños, la primera vez que un senador de ACT no era miembro del partido Laborista o Liberal. Por último, un partido de Australia Unidacandidato ganó el sexto escaño en Victoria. Los laboristas requieren 13 votos de 18 votos (incluidos 12 verdes) para garantizar la aprobación de la legislación no apoyada por la Coalición.

## Antecedentes

### Elecciones anteriores
En las elecciones anteriores de mayo de 2019, la Coalición Liberal/Nacional, encabezada por Scott Morrison, formó un gobierno que obtuvo 77 escaños en la Cámara de Representantes, una mayoría de dos escaños, mientras que el Partido Laborista obtuvo 68 escaños y permaneció en la oposición. Otros partidos e independientes obtuvieron otros seis escaños; los Verdes, Alianza del Centro, el Partido Australiano de Katter obtuvieron un escaño cada uno y los tres restantes por independientes. En el Senado, la Coalición logró avances modestos en la mayoría de los estados y aumentó su participación en los escaños a 35 en general, mientras que los laboristas se mantuvieron estables en 26, los Verdes también en 9, Una Nación y Alianza del Centro se redujeron a 2 cada uno.

## Redistribución
Se requiere que la Comisión Electoral de Australia (ACT), un año después del primer día de sesión para una nueva Cámara de Representantes, determine el número de miembros a los que tiene derecho cada Estado y Territorio. Si el número en cualquier estado cambia, se requerirá una redistribución en esos estados. Se pospondrá una redistribución si comienza dentro de un año de la expiración de la Cámara de Representantes. 
Para calcular la determinación se utilizaron las estadísticas demográficas de diciembre de 2019 publicadas por la Oficina de Estadísticas de Australia el 18 de junio de 2020. Los recuentos de población confirmaron que el número de escaños en la Cámara de Representantes volvería a ser 150, con Victoria obtenido un escaño (39), y Australia Occidental (15) y el Territorio del Norte (1) perdiendo un escaño cada uno.
| Determinación de junio de 2020 (anulada) | Determinación de junio de 2020 (anulada) | Determinación de junio de 2020 (anulada) |
| Estado                                   | Escaños                                  | Cambio                                   |
| ---------------------------------------- | ---------------------------------------- | ---------------------------------------- |
| Nueva Gales del Sur                      | 47                                       | Sin cambios                              |
| Victoria                                 | 39                                       | 1                                        |
| Queensland                               | 30                                       | Sin cambios                              |
| Australia Occidental                     | 15                                       | 1                                        |
| Australia Meridional                     | 10                                       | Sin cambios                              |
| Tasmania                                 | 5                                        | Sin cambios                              |
| Territorio de la Capital Australiana     | 3                                        | Sin cambios                              |
| Territorio del Norte                     | 1                                        | 1                                        |
| Total                                    | 150                                      | 1                                        |

La eliminación del segundo asiento del Territorio del Norte en la determinación fue controvertida. Dos senadores del Partido Laborista presentaron un proyecto de ley que garantizaría al Territorio del Norte un mínimo de 2 escaños en la Cámara de Representantes, el proyecto de ley fue remitido al Comité Conjunto Permanente de Asuntos Electorales. En julio de 2020, el analista electoral Antony Green propuso al Comité Conjunto Permanente de Asuntos Electorales que se utilizara un método para calcular los derechos de representación electoral para los territorios.Green también escribió en su blog sobre la historia de la representación y sus aplicaciones a los estados y territorios y su defensa resultó convincente. En octubre de 2020, el vice primer ministro Michael McCormack aseguró que el gobierno y la oposición se unirían para mantener el nivel de representación del Territorio del Norte. El mecanismo para lograrlo no estaba claro, sin embargo, el senador Mathias Cormann declaró que se legislaría un mínimo de dos escaños para los territorios, a un número mínimo de escaños para el Territorio del Norte pero no para el Territorio de la Capital Australiana se consideró potencialmente injusto, aunque el nivel de representación de la ACT no estaba en riesgo. Un informe de 2003 también recomendó no adoptar derechos mínimos obligatorios para escaños en la Cámara de Representantes para cualquiera de los territorios.
En última instancia, el Comité Permanente Conjunto recomendó "promulgar un medio armónico para asignar escaños entre Estados y Territorios, con una explicación pública adecuada para generar entendimiento para la reforma".  El Parlamento aprobó la Ley de Enmienda Electoral (Representación del Territorio) el 9 de diciembre de 2020, que modifica la Ley Electoral de la Mancomunidad de 1918 para utilizar el método de media armónica para determinar los derechos representativos de los territorios en relación con los estados. En consecuencia, el Territorio del Norte conservará sus dos escaños en la Cámara de Representantes en las elecciones.
| Determinación de diciembre de 2020 (aprobada) | Determinación de diciembre de 2020 (aprobada) | Determinación de diciembre de 2020 (aprobada) |
| Estado                                        | Escaños                                       | Cambio                                        |
| --------------------------------------------- | --------------------------------------------- | --------------------------------------------- |
| Nueva Gales del Sur                           | 47                                            | Sin cambios                                   |
| Victoria                                      | 39                                            | 1                                             |
| Queensland                                    | 30                                            | Sin cambios                                   |
| Australia Occidental                          | 15                                            | 1                                             |
| Australia Meridional                          | 10                                            | Sin cambios                                   |
| Tasmania                                      | 5                                             | Sin cambios                                   |
| Territorio de la Capital Australiana          | 3                                             | Sin cambios                                   |
| Territorio del Norte                          | 2                                             | Sin cambios                                   |
| Total                                         | 151                                           | Sin cambios                                   |

En marzo de 2021, la AEC publicó su propuesta para esta redistribución, que implicaba la eliminación de la División de Stirling en Australia Occidental, la creación de la nueva División de Hawke en Victoria y la del cambio de nombre de la actual División de Corangamite a la División de Tucker. Cuando la AEC publicó sus determinaciones definitivas en junio de 2021, la eliminación de Stirling y se confirmó la creación de Hawke, pero Corangamite no cambio su nombre a Tucker.

## Registro de votantes
La inscripción de votantes es obligatoria. Los votantes deben notificar a la AEC dentro de las 8 semanas posteriores al cambio de dirección o después de cumplir los 18 años. Las listas electorales están cerradas para nuevas inscripciones o actualización de detalles aproximadamente una semana después de la emisión de los autos para la elección.
La inscripción es opcional para los jóvenes de 16 y 17 años, pero no pueden votar hasta que cumplen 18 años, y las personas que han solicitado la ciudadanía australiana también pueden solicitar la inscripción provisional, que entra en vigor al otorgarse la ciudadanía.

## Fecha de elección
- Cámara de Representantes: Antes del 3 de septiembre de 2022
- Medio Senado: Antes del sábado 21 de mayo de 2022
- Representantes y semisenado: Antes del sábado 21 de mayo de 2022
- Doble disolución: Antes del 5 de marzo de 2022[29]

Aunque las elecciones federales deben realizarse en sábado, la fecha y el tipo de elección federal los determina el Primer Ministro, después de considerar los requisitos constitucionales, los requisitos legales y las consideraciones políticas, quien aconseja al Gobernador General que de inicio al proceso disolviendo la cámara baja o ambas cámaras y emitiendo órdenes de elección. La Constitución de Australia no requiere elecciones simultáneas para el Senado y la Cámara de Representantes, aunque se celebran elecciones simultáneas si se convoca una elección para la Cámara y se espera una media elección del Senado.

### Disolución del parlamento
El primer ministro Scott Morrison convocó a elecciones el 10 de abril de 2022, cuando visitó al gobernador general y le aconsejó que prorrogara el Parlamento y disolviera la Cámara de Representantes. El gobernador general aceptó las recomendaciones de Morrison, como es costumbre en el sistema de gobierno de Westminster en Australia. El Parlamento fue entonces prorrogado y la Cámara de Representantes disuelta a la mañana siguiente.

## Partidos políticos
La siguiente tabla enumera los partidos representados en el Parlamento de Australia en el momento en que se disolvió el periodo 46.º del parlamento el 11 de abril de 2022, con sus respectivos líderes y el cargo que ocupado en el parlamento. Además de los escaños previamente obtenidos en las elecciones federales de 2019.
| Partido | Partido                                                  | Ideología                         | Líder            | Líder                                          | Esc previos | Esc previos |
| Partido | Partido                                                  | Ideología                         | Líder            | Líder                                          | Repr        | Sen         |
| ------- | -------------------------------------------------------- | --------------------------------- | ---------------- | ---------------------------------------------- | ----------- | ----------- |
|         | Coalición Liberal-Nacional Liberal-National Coalition    | Conservadurismo liberal Agrarismo | Scott Morrison   | Representante por Cook (NSW) (Primer Ministro) | 75          | 35          |
|         | Partido Laborista Australiano Australian Labor Party     | Socialdemocracia                  | Anthony Albanese | Diputado por Grayndler (NSW)                   | 68          | 26          |
|         | Verdes Australianos Australian Greens                    | Política verde                    | Adam Bandt       | Representante por Melbourne (Vic.)             | 1           | 9           |
|         | Una Nación de Pauline Hanson Pauline Hanson's One Nation | Populismo de derecha              | Pauline Hanson   | Senadora por Queensland                        | 0           | 2           |
|         | Partido Australiano de Katter Katter's Australian Party  | Conservadurismo social            | Robbie Katter    | —                                              | 1           | 0           |
|         | Alianza del Centro Centre Alliance                       | Liberalismo social                | Sin líder        | —                                              | 1           | 1           |
|         | Partido Australia Unida United Australia Party           | Populismo de derecha              | Craig Kelly      | —                                              | 1           | 0           |
|         | Red Jacqui Lambie Jacqui Lambie Network                  | Populismo                         | Jacqui Lambie    | Senadora por Tasmania                          | 0           | 1           |
|         | Equipo Rex Patrick Rex Patrick Team                      | Atrapalotodo                      | Rex Patrick      | Senador por Australia Meridional               | 0           | 1           |
|         | Partido Liberal Demócrata Liberal Democratic Party       | Libertarismo                      | Sin líder        | —                                              | 0           | 1           |

## Retirados
Los siguientes miembros de la Cámara de Representantes (MP) y senadores no se presentan a la reelección.

### Laborista
- Sharon Bird MP (Cunningham, NSW) – retiro anunciado el 19 de noviembre de 2021[33]
- Anthony Byrne MP (Holt, Vic) – retiro anunciado el 3 de marzo de 2022[34]
- Joel Fitzgibbon MP (Hunter, NSW) – retiro anunciado el 12 de septiembre de 2021[35]
- Chris Hayes MP (Fowler, NSW) – retiro anunciado el 24 de marzo de 2021[36]
- Julie Owens MP (Parramatta, NSW) – retiro anunciado el 28 de octubre de 2021[37]
- Warren Snowdon MP (Lingiari, NT) – retiro anunciado el 10 de diciembre de 2020[38]
- Senadora Kim Carr (Vic) – retiro anunciado el 27 de marzo de 2022[39]

### Liberal
- John Alexander MP (Bennelong, NSW) – retiro anunciado el 12 de noviembre de 2021[40]
- Kevin Andrews MP (Menzies, Vic) – perdió la preselección el 31 de enero de 2021[41]
- Nicolle Flint MP (Boothby, SA): retiro anunciado el 26 de febrero de 2021[42]
- Greg Hunt MP (Flinders, Vic) – retiro anunciado el 2 de diciembre de 2021[43]
- Steve Irons MP (Swan, WA): retiro anunciado el 24 de septiembre de 2021[44]
- Andrew Laming MP (Bowman, Qld): retiro anunciado el 28 de marzo de 2021,[45] rechazado el 12 de abril de 2021 después de negarse a retirar la nominación de preselección[46]
- Christian Porter MP (Pearce, WA) – retiro anunciado el 1 de diciembre de 2021[47]
- Tony Smith MP (Casey, Vic) – retiro anunciado el 14 de julio de 2021[48]
- Senadora Concetta Fierravanti-Wells (NSW) – perdió la preselección el 26 de marzo de 2022, anunció su retiro el 2 de abril de 2022[49]

### Nacional
- Damian Drum MP (Nicholls, Vic) – retiro anunciado el 3 de diciembre de 2021[50]
- Ken O'Dowd MP (Flynn , Qld) – retiro anunciado el 5 de enero de 2021[51]

## Resultados

### Cámara de Representantes

Gobierno (77)
Laborista (77)
Oposición (58)
Coalición
Liberal (27)
Liberal Nacional (Qld) (21)
Nacional (10)
Resto de la oposición (16)
Independientes (10)
Verdes (4)
Alianza del Centro (1)
Australiano de Katter (1)

|  | 23.89 % |

|  | 8.00 % |

|  | 3.60 % |

|  | 0.25 % |

|  | 35.70 % |

|  | 32.58 % |

|  | 12.25 % |

|  | 4.96 % |

|  | 4.12 % |

|  | 0.38 % |

|  | 0.25 % |

|  | 5.29 % |

|  | 4.43 % |

|  | 52.13 % |

|  | 47.87 % |

|  | 94.85 % |

|  | 5.15 % |

|  | 100 % |

|  | 89.82 % |

### Senado

Gobierno (26)
Laborista (26)
Oposición (32)
Coalición
Liberal (23)
Liberal National (Qld) (5)
Nacional (3)
Liberal del País (1)
Resto de la oposición (18)
Verdes (12)
Una Nación (2)
Red Jacqui Lambie (2)
Austria Unida (1)
Independientes (1)

|  | 19.93 % |

|  | 7.06 % |

|  | 7.00 % |

|  | 0.22 % |

|  | 0.03 % |

|  | 34.24 % |

|  | 30.09 % |

|  | 12.66 % |

|  | 4.29 % |

|  | 3.46 % |

|  | 0.40 % |

|  | 0.21 % |

|  | 0.16 % |

|  | 14.52 % |

|  | 96.58 % |

|  | 3.42 % |

|  | 100 % |

|  | 90.47 % |

## Reacciones

### Nacionales
- Partido Liberal de Australia: Scott Morrison reconoció la derrota y renunció como líder del Partido Liberal; su sucesor fue Peter Dutton quién fue elegido más tarde en la siguiente congreso del partido Liberal.[52]
- Partido Laborista Australiano: Anthony Albanese se proclamó ganador y reconoció la concesión de Morrison. Agradeció a sus seguidores, a sus colegas y a su equipo por la victoria. Se comprometió a cumplir la promesa de la petición de 2017 de los líderes aborígenes australianos para cambiar la constitución de Australia a fin de mejorar la representación de los indígenas australianos denominada "Declaración de Uluru del corazón", también prometió no dejar a nadie atrás y unir a Australia por un futuro mejor. Además declaró poner fin a las guerras climáticas y comprometerse con las promesas que hizo durante la campaña electoral.[53]
- Verdes Australianos: El líder de los Verdes australianos, Adam Bandt, celebró las históricas ganancias de tres escaños de su partido en Queensland. Llamó a esto un "deslizamiento verde" histórico, ya que agradeció a un número récord de personas en Queensland que votaron a los Verdes por primera vez en esta elección.[54]

### Internacionales
Varios líderes mundiales emitieron declaraciones felicitando a Albanese por su victoria.
- Canadá: El primer ministro Justin Trudeau emitió un comunicado oficial felicitando a Albanese por su victoria.[55]
- China: El primer ministro Li Keqiang envió un mensaje felicitando a Albanese por su victoria electoral, poniendo fin a dos años de congelamiento diplomático a nivel ministerial entre los dos países. Afirmó que China está lista para trabajar con el nuevo gobierno y que a ambos países les interesa tener "relaciones sólidas y estables".[56]
- Fiyi: el primer ministro Frank Bainimarama felicitó a Albanese y "dio la bienvenida" a su plan para que el Pacífico "ponga el clima primero".[57][58]
- Francia: En una conferencia de prensa el 21 de mayo, el entonces ministro saliente de Asuntos Exteriores, Jean-Yves Le Drian, declaró: "No puedo dejar de decir que la derrota de Morrison me sienta muy bien". Refiriéndose a la cancelación por parte de Australia de un acuerdo de submarinos franco-australiano bajo el gobierno de Morrison.[59][60]
  - El presidente Emmanuel Macron también insinuó el acuerdo cuando llamó a Albanese el 26 de mayo, y ambos prometieron "reconstruir una relación bilateral basada en la confianza y el respeto".[61]
- India: El primer ministro Narendra Modi envió sus felicitaciones a Albanese, destacando su compromiso con la Asociación Estratégica Integral Australia-India.[62]
- Indonesia: El presidente Joko Widodo felicitó a Albanese en Twitter y dijo que esperaba trabajar con él para fortalecer las relaciones entre Australia e Indonesia a través de la Asociación Estratégica Integral y, en particular, el Acuerdo de Asociación Económica Integral Indonesia-Australia.[63] Posteriormente, Jokowi dijo que se sentía honrado de haber recibido la visita de Albanese, ya que más tarde Albanese visitó Indonesia para su primera visita bilateral después de prestar juramento como primer ministro de Australia. Además, Albanese aceptó la invitación de Jokowi para asistir a la Cumbre de Bali del G20 de 2022.[64]
- Japón: El primer ministro Fumio Kishida felicitó a Albanese por asumir el cargo de primer ministro y agradeció a Albanese por volar a Japón inmediatamente después de las elecciones para asistir a una cumbre de líderes del Quad en la que también participaron los líderes de India y Estados Unidos.[65]
- Nueva Zelanda: La primera ministra Jacinda Ardern felicitó a Albanese y dijo que esperaba "trabajar con él en una variedad de temas, incluido el apoyo a los neozelandeses que viven en Australia, facilitar aún más los negocios a través de Tasmania, profundizar nuestra asociación con nuestros amigos cercanos en el Pacífico, y promover nuestros intereses en el escenario mundial".[66]
- Singapur: El primer ministro, Lee Hsien Loong, envió una carta a Albanese felicitándolo por su victoria electoral, citando sus lazos compartidos desde hace mucho tiempo y expresó su deseo de trabajar con él para continuar impulsando las relaciones entre Australia y Singapur.[67][68]
- Reino Unido: El primer ministro Boris Johnson felicitó a Albanese en Twitter y dijo que espera trabajar con él para fortalecer las relaciones comerciales entre Australia y el Reino Unido y la asociación AUKUS.[69]
  - El líder del Partido Laborista del Reino Unido y líder de la oposición, Keir Starmer, felicitó a Albanese por poner fin a "casi una década de gobierno conservador obsoleto".[70]
- Estados Unidos: El presidente Joe Biden llamó a Albanese el 22 de mayo, felicitándolo y reafirmando el compromiso de los Estados Unidos con su relación bilateral con Australia. Antes de la cumbre Quad que tuvo lugar dos días después, Biden agradeció el compromiso de Albanese con la alianza de seguridad y su decisión de participar en la cumbre.[71]